# Office central des chemins de fer de la France d'outre-mer
L'Office central des chemins de fer de la France d'outre-mer (OFERFOM) est créé en 1947 pour exploiter les chemins de fer des territoires d'outre-mer issus de l'Afrique-Occidentale française, du Cameroun, de Madagascar et du Viet-Nam.
Les compétences de l'OFERFOM s'appliquent aux réseaux suivants :
- AN : Abidjan - Niger ;
- BN : Bénin - Niger ;
- CN : Conakry - Niger ;
- DN : Dakar - Niger ;
- Chemins de fer du Cameroun ;
- Chemins de fer du Viet-Nam ;
- Chemins de fer de Madagascar.

## Histoire
L'OFERFOM succède en 1947 à la Régie générale des chemins de fer coloniaux, créée en 1944. 
L'OFERFOM devient l'OFEROM (Office central des chemins de fer d'outre-mer) en 1960, après l'indépendance des territoires concernés et enfin en 1975, l'OFERMAT (Office de coopération pour les chemins de fer et les matériels d'équipement). 